# Sicienko (Koejavië-Pommeren)
Sicienko is een dorp in het Poolse woiwodschap Koejavië-Pommeren, in het district Bydgoski. De plaats maakt deel uit van de gemeente Sicienko en telt 653 (stan na 1 lipca 2006) inwoners.